# Central nuclear de Dukovany
La Central nuclear de Dukovany (en checo: Jaderná elektrárna Dukovany) es una planta de energía nuclear (NPP), cerca de Dukovany, un pueblo en la República Checa. Fue la primera central nuclear en lo que hoy es la República Checa (la Planta de Energía Nuclear de Bohunice en lo que hoy es Eslovaquia fue construida en 1958) y se encuentra a 30 kilómetros (19 millas) de la ciudad de Třebíč, cerca del embalse de Dalešice, donde la central obtiene su suministro de agua. En 1970 Checoslovaquia y la Unión Soviética firmaron un contrato para la construcción de dos centrales nucleares. Los trabajos de construcción realmente comenzaron cuatro años más tarde. De 1985 a 1987, se encargaron cuatro unidades de energía con reactores de agua a presión. Los cuatro están todavía en funcionamiento.